# Havaika triangulifera
Havaika triangulifera is een spinnensoort uit de familie springspinnen (Salticidae). De soort komt voor op de Marquesaseilanden.